# Asuka Tateishi
Asuka Tateishi (japanisch 立石 飛鳥 Tateishi Asuka; * 9. Juni 1983 in der Präfektur Kagoshima) ist ein ehemaliger japanischer Fußballspieler.

## Karriere
Tateishi erlernte das Fußballspielen in der Schulmannschaft der Kagoshima Jitsugyo High School. Seinen ersten Vertrag unterschrieb er 2002 bei den Avispa Fukuoka. Der Verein spielte in der zweithöchsten Liga des Landes, der J2 League. Für den Verein absolvierte er 18 Ligaspiele. Im Oktober 2003 wurde er an den Thespa Kusatsu ausgeliehen. 2004 kehrte er zu Avispa Fukuoka zurück. Für den Verein absolvierte er drei Ligaspiele. Im September 2005 wechselte er zum Ligakonkurrenten Sagan Tosu. Für den Verein absolvierte er vier Ligaspiele. Danach spielte er bei den V-Varen Nagasaki. Ende 2009 beendete er seine Karriere als Fußballspieler.